# Gállfy-Gállik András
Gállfy-Gállik András (angolul: Andrew Gállik Gállfy; Gálfy-Gállik, Andrew; névvariánsok: Galfi (Gallik) Endre; Gállfy Endre; Gállfy Gállik Endre) (Berzéte, Gömör és Kishont vármegye, 1818. — Kassa, Abaúj-Torna vármegye, 1885. június 18.) honvédtiszt a magyar szabadságharcban, őrnagy az amerikai polgárháborúban az északiak oldalán, polgári foglalkozása kereskedő, majd orvos.

## Életútja
Vagyontalan nemesi származású apját korán elvesztette. Lőcsén a 60. gyalogezred nevelőintézetében végzett. Mielőtt az 1848–49-es forradalom és szabadságharcban honvédtisztként szolgált, Kassán kis vegyeskereskedése volt. 1848 nyarán az Abaúj megyei nemzetőrség I. zászlóalja kassai századának hadnagyává választották. Részt vett a délvidéki háborúban, Jankovácnál megsebesült. Felgyógyulása után 1848. december 1-én honvédhadnaggyá léptették elő Budán. 1849. januártól a Nagyváradon működő Országos Ruházati Bizottmányhoz került. Ugyanitt 1849. márciustól főhadnagy, júniustól százados volt.
A világosi fegyverletétel után neki is menekülnie kellett, végül Amerikában kötött ki. Cincinnatiban (Ohio) telepedett meg, ugyanitt 1862. január 8-án beállt az 58. ohiói önkéntes gyalogezredbe, amelyben nagy többségben németek szolgáltak. Egy alkalommal súlyosan megsebesült. Fogságot is szenvedett, a Chickasaw Bayou (Mississippi állam) melletti csatában elfogták a déliek, fogolycserével szabadult. Ezt követően a USS Mound City nevű ágyúnaszádon teljesített szolgálatot 1863. augusztus 1-ig. Ezután visszatért ezredéhez, ahol 1864. október 20-tól őrnagyi rangban teljesített szolgálatot. A harcok idején váltóláz támadta meg, 1865. január 14-én Vicksburgnél leszerelték.
A polgárháború befejezése után orvosi diplomát szerzett Bostonban (Massachusetts), s előbb ott, majd Cincinnatiben és Kansas Cityben folytatott orvosi gyakorlatot. Idős korában, 1881 májusában hazatelepedett Kassára, s az ottani Schalk vendéglőben sokat mesélt barátainak amerikai kalandjairól. Katonai nyugdíját haláláig kapta Amerikából, 1885-ben hunyt el.